# Avaluació de fonts d'informació
L'avaluació de fonts d'informació és el mètode que qüestiona si una font d'informació compleix unes característiques que determinen la seva qualitat, sigui de contingut o del contenidor o d'altres. Ha tingut una evolució molt intensa amb el desenvolupament de la World Wide Web.
Maria Pinto Molina afirma que universalment s'accepta que les característiques desitjables d'una font d'informació són: l'objectivitat (pretensió i acompliment de la veritat, implicant no tindre biaixos ni interessos que suposen conflicte d'interessos o propaganda), la integritat (capacitat de no ser manipulada per interessos aliens al de l'autor original) i la utilitat (capacitat de complir la finalitat de l'usuari).
Hi ha revistes acadèmiques especialitzades en l'avaluació de fonts d'informació com la Reference Reviews, Library Journal Reviews i The Charleston Advisor. Són utilitzades principalment per bibliotecaris.

## Criteris
Per avaluar la qualitat d'una font d'informació, s'han de seguir diferents criteris. Segons Roberto Ronconi, bibliotecari documentalista, aquests serien:

### Exactitud
Aquí és on podem comprovar si la informació se cita correctament, ens hem d'assegurar que l'autor d'aquesta pàgina doni alguna possibilitat de ser contactat, a quina entitat pertany el lloc web, com s'organitza i distribueix la informació, propòsit del document i un indici molt clar de la qualitat d'una font és l'ortografia, si hi ha faltes aquell lloc no serà de qualitat.

### Autoritat
L'autoria pot ser d'una persona o d'un grup. D'això és important saber si es pot contactar amb l'autor, si està clara la signatura d'aquest al document, si té algun tipus d'autoritat per parlar sobre el tema o és conegut al camp. Ens hauríem de fixar en si podem saber si la informació es veraç, si l'autor forma part d'alguna empresa que pugui modificar la seva veracitat, i verificar els objectius de l'organització.

### Objectivitat
Cal analitzar quines metes té la pàgina, si la informació és objectiva totalment o té algun interès, per això s'ha de comprovar la independència que té, si té alguna ideologia de qualsevol tipus. L'opinió de l'autor, si la informació que es dona es detallada i si la pàgina en realitat amaga publicitat.

### Organització
Una font de qualitat té un lloc web organitzat i ordenat, s'esperen títols, encapçalaments, capítols clars i concisos, que aportin una informació completa sobre el tema que s'està tractant. També s'ha de donar facilitat a l'usuari per ubicar-se a la pàgina i navegar-hi amb facilitat, això es pot fer amb mapes del lloc, si es pot identificar ràpidament la pàgina que es vol visitar i és de fàcil accés. És important la navegabilitat a l'interior de la web perquè així l'usuari pot tornar endarrere, ubicar-se, les icones i els títols han de representar el seu propòsit.

### Navegabilitat
Aquesta representa la facilitat que se li dona a l'usuari per navegar dins del lloc. Aquest punt té molta relació amb l'organització de la web, per no dir que són interdependents.

### Actualitat
És essencial que la pàgina incorpori l'aparició de noves aportacions als temes. Per identificar si això es fa, ens hem de fixar en la data d'actualització o de publicació d'un document, quan s'ha actualitzat, si al lloc s'indica la regularitat d'actualitzacions, si es pot confirmar com d'actualitzats estan i veure el nombre d'enllaços trencats.

### Cobertura i contingut
S'ha de tenir molta cautela amb l'enfocament i el tractament que se li dona a la informació. Si la pàgina encara està en construcció, hauria d'estar esmentat en algun lloc. S'arriben a cobrir tots els temes que s'esmenten a l'índex i de forma completa? Hi ha un equilibri entre imatge i text i claredat? Es presenta una informació enriquida per punts de vista professionals i d'altres investigadors? És informació rellevant i coherent amb els objectius i continguts? Si hi ha enllaços, complementen el tema? Això són alguns dels criteris que podríem tenir en compte per avaluar la cobertura d'un lloc web.

### Disseny
Encara que sembli que el disseny és una part inusual d'un lloc web, és molt important que sigui funcional. A més d'això, com més atractiu sigui millor, per això la tipografia, l'estil i els colors, han de ser els adequats i ha de ser homogeni.

### Accés
L'accés a la web ha de ser ràpid, tant el la càrrega d'imatges com a la informació, com més restriccions menys possibilitats té el portal web que la gent utilitzi la informació que ofereix.